# Darwin Núñez
Darwin Gabriel Núñez Ribeiro (født 24. juni 1999) er en uruguayansk professionel fodboldspiller, som spiller for Premier League-klubben Liverpool og Uruguays landshold.

## Klubkarriere

### Tidlige karriere
Núñez begyndte sin karriere hos Peñarol i hjemlandet, hvor han fik sin førsteholdsdebut den 22. november 2017 i en kamp imod River Plate Montevideo. Han var i sin tid med klubben med til at vinde den uruguayanske liga to gange.
Núñez skiftede i august 2019 til den spanske Segunda División-klub Almería. Han imponerede i sin eneste sæson i Spanien, da han scorede 16 sæsonmål, hvilke var nok til en fjerdeplads på topscorerlisten.

### Benfica
Núñez skiftede i september 2020 til portugisiske Benfica i en aftale som gjorde ham til Benficas dyreste køb og Almérias dyreste salg nogensinde. Han scorede sine første mål for klubben den 22. oktober, da han scorede et hattrick imod Lech Poznań i en Europa League-kamp. Det var dog højdepunktet for en ellers skuffende debutsæson, som var plaget af skader og dårlig målform, da han kun endte med seks ligamål på 29 kampe.
Efter at have gennemgået en knæoperation, så vendte Núñez tilbage til topform i 2021-22 sæsonen. Han sluttede sæsonen med 26 ligamål i bare 28 kampe, og sluttede hermed som topscorer i ligaen. Han blev ved sæsonens udgang kåret som årets spiller i Primeira Liga.

### Liverpool
Núñez skiftede i juni 2022 til Liverpool i en aftale som gjorde ham til klubbens nye rekordindkøb. Den 15. august under en kamp imod Crystal Palace blev Núñez vist et rødt kort, efter at han nikkede en skalle til Joachim Andersen. Han modtog i den første halvdel af sæsonen kritik for at misse for mange chancer, da dataene viste at han burde have scoret markant mere end han gjorde. Han klarede sig bedre i den anden halvdel af sæsonen, men sluttede på kun ni ligamål.
Han havde en bedre sæson i 2023-24, dog at kritikken om hans manglende skarphed forblev. Han sluttede sæsonen med 11 ligamål.

## Landsholdskarriere

### Ungdomslandshold
Núñez har repræsenteret Uruguay på flere ungdomsniveauer.

### Seniorlandhold
Núñez debuterede for Uruguays seniorlandshold den 16. oktober 2019.

## Titler
Peñarol
- Primera División Uruguaya: 2 (2017, 2018)

Liverpool
- EFL Cup: 1 (2023-24)
- FA Community Shield: 1 (2022)

Individuelle
- Benfica Årets spiller: 1 (2021)
- Primeira Liga Årets spiller: 1 (2021-22)
- Primeira Liga Årets hold: 1 (2021-22)
- Primeira Liga Topscorer: 1 (2021-22)